# Resist to Exist

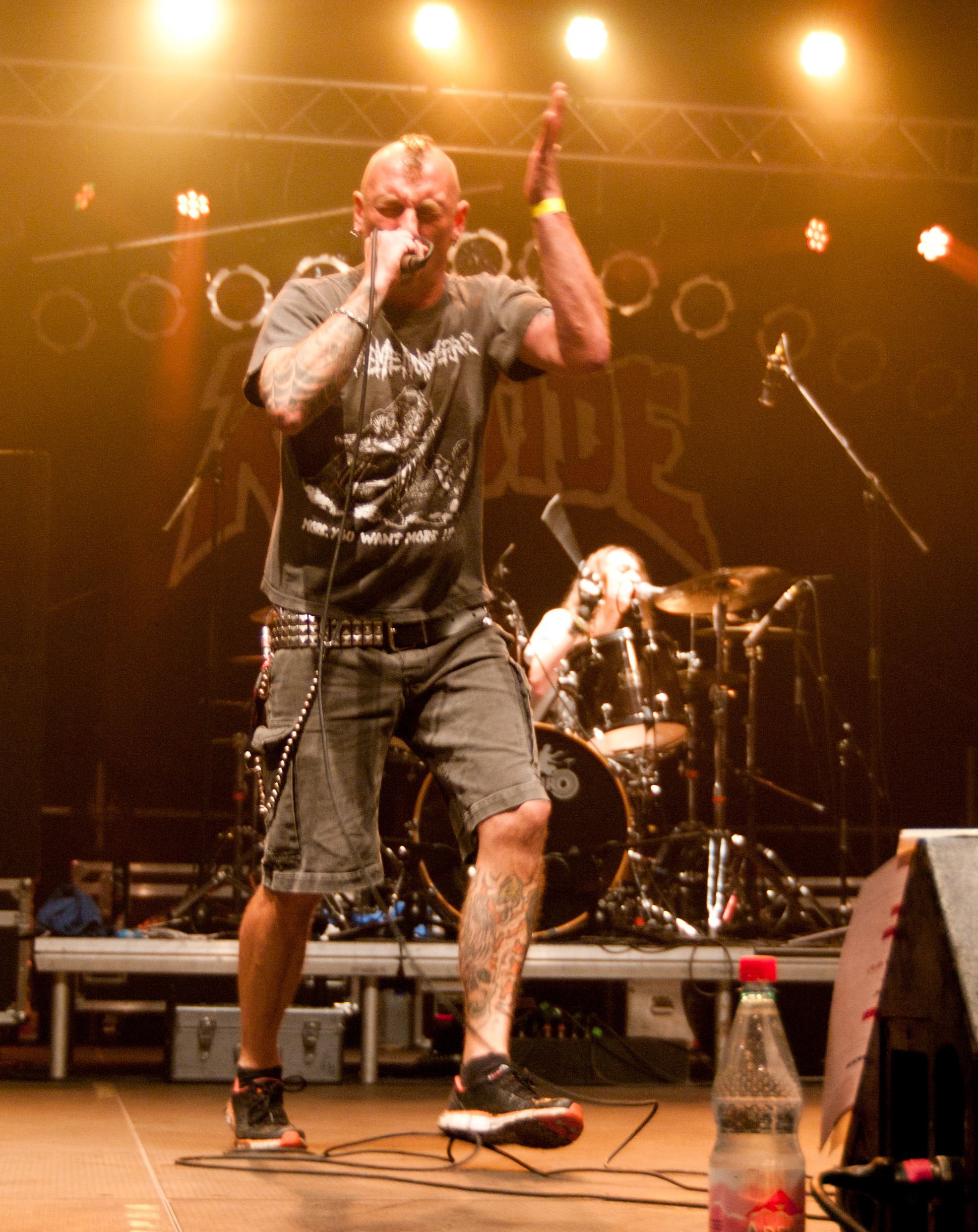
Rawside auf dem Resist to Exist 2017

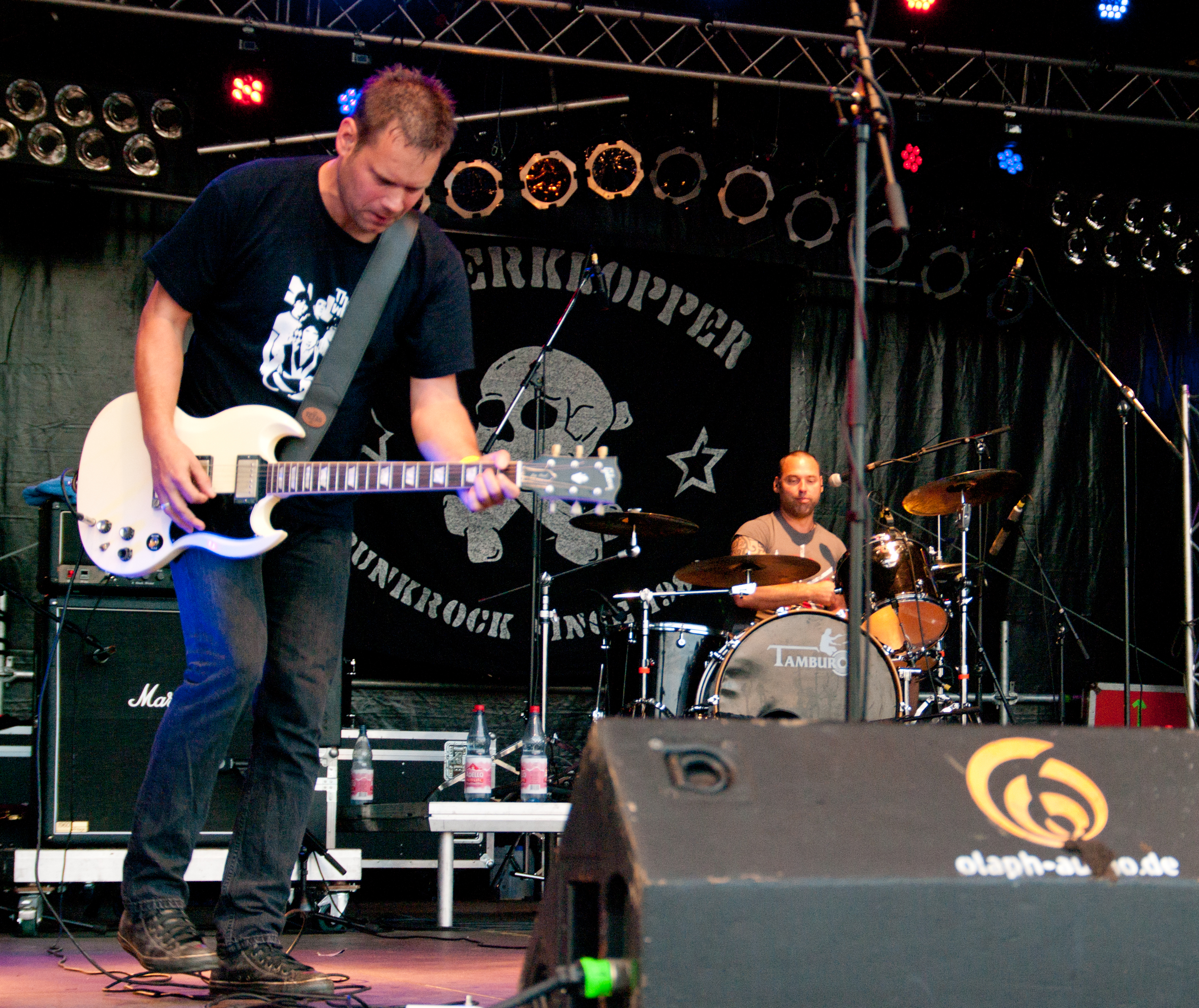
Popperklopper auf dem Resist to Exist 2017

Resist to Exist ist ein Punk-Festival bei Berlin. Das Festival existiert seit 2003 und hatte in den letzten Jahren etwa 2500 Besucher, die 40 Bands auf zwei Bühnen zusahen. Ursprünglich fand dieses im Berliner Ortsteil Marzahn statt. Mittlerweile zog es in die Kleinstadt Kremmen bei Berlin. Das Festival ist das größte DIY und Nonprofit Deutschlands, gilt für den Punk und Hardcore in Deutschland als „Pflichtveranstaltung.“
Das vom alternati e.V. veranstaltete Festival findet im Hochsommer statt und dauert normalerweise ein Wochenende. Bands und Besucher kommen dabei aus ganz Europa. Die Organisation erfolgt ehrenamtlich von Freiwilligen. Insgesamt sind etwa 500 Personen involviert.
Bands, die auf dem Festival auftraten, waren beispielsweise Dritte Wahl, Distemper, Oxo 86, Rasta Knast, Popperklopper, Zaunpfahl, Extreme Noise Terror, Oi Polloi, Feine Sahne Fischfilet, Tiefenrausch, Redska, Los Fastidios, Sham 69, Wolf Down, What We Feel, Siberian Meat Grinder und Toxoplasma.

## Geschichte
Das Festival entwickelte sich aus der Punkszene Ostberlins. Nachdem die Jugendkultur in den östlichen Außenbezirken stark von Neonazis beeinflusst war, entwickelte sich im Biesdorfer Park eine stark vom Punk beeinflusste linke Szene. Sie gerät in Konflikte mit der Stadtverwaltung, welche schließlich versuchte, von einer Hundertschaft Polizei den Park räumen zu lassen. Aus dem lockeren Zusammenschluss im Park entwickelte sich daraufhin eine Initiative, die ein Protestkonzert veranstaltete, um auf ihre Lage aufmerksam zu machen. 
Das erste Festival fand im Biesdorfer Park statt und hatte 200 Zuschauer. 2007 zog das Festival auf ein freies Gelände in Berlin-Marzahn am Nordring, 2011 dann an den Hornoer Ring in Marzahn. Als in Marzahn kaum mehr Freiflächen zur Verfügung standen, da diese alle verkauft worden waren, zog das Festival 2016 in das brandenburgische Kremmen im Landkreis Oberhavel. Das Festival sollte auch in den nächsten Jahren in Kremmen stattfinden. Fast hätte dies zur Absage 2018 geführt, da für regelmäßige Veranstaltungen andere baurechtliche Rahmenbedingungen gelten als für ein einmaliges Festival.
Das Resist to Exist konnte 2019 nicht wie die letzten drei Jahre und wie geplant im brandenburgischen Kremmen stattfinden, sondern wurde nach „juristischen und bürokratischen Hindernisse[n]“ seitens der Ortsgemeinde und einem drohenden „Großeinsatz der Polizei“ gegen das Festival vertrieben. Die Anmeldung der Kulturveranstaltung als „Spezialmarkt mit volksfestähnlichem Charakter“, die die Veranstaltung in Kremmen zugelassen hätte, wurde untersagt. Dem Bürgermeister von Kremmen, Sebastian Busse (CDU), und dem Fachbereichsleiter der Baubehörde, Oliver Grützmacher (CDU), werfen die Organisatoren in einem offenen Brief vor, eine Gesetzeslücke zu nutzen, um eine politisch anders verortete Kulturveranstaltung nicht zuzulassen. Aus diesem Grund und „zur Vermeidung von Polizeigewalt“ wurde das Festival kurzfristig ins ORWOhaus nach Berlin-Marzahn verlegt.
Seit 2022 findet das Festival auf einem Industriegelände nahe dem S-Bahnhof Berlin-Marzahn statt.
Das für August 2024 geplante Festival wurde drei Wochen zuvor wegen finanzieller Gründe abgesagt.